# Compagnie des chemins de fer de Paris à Lyon et à la Méditerranée

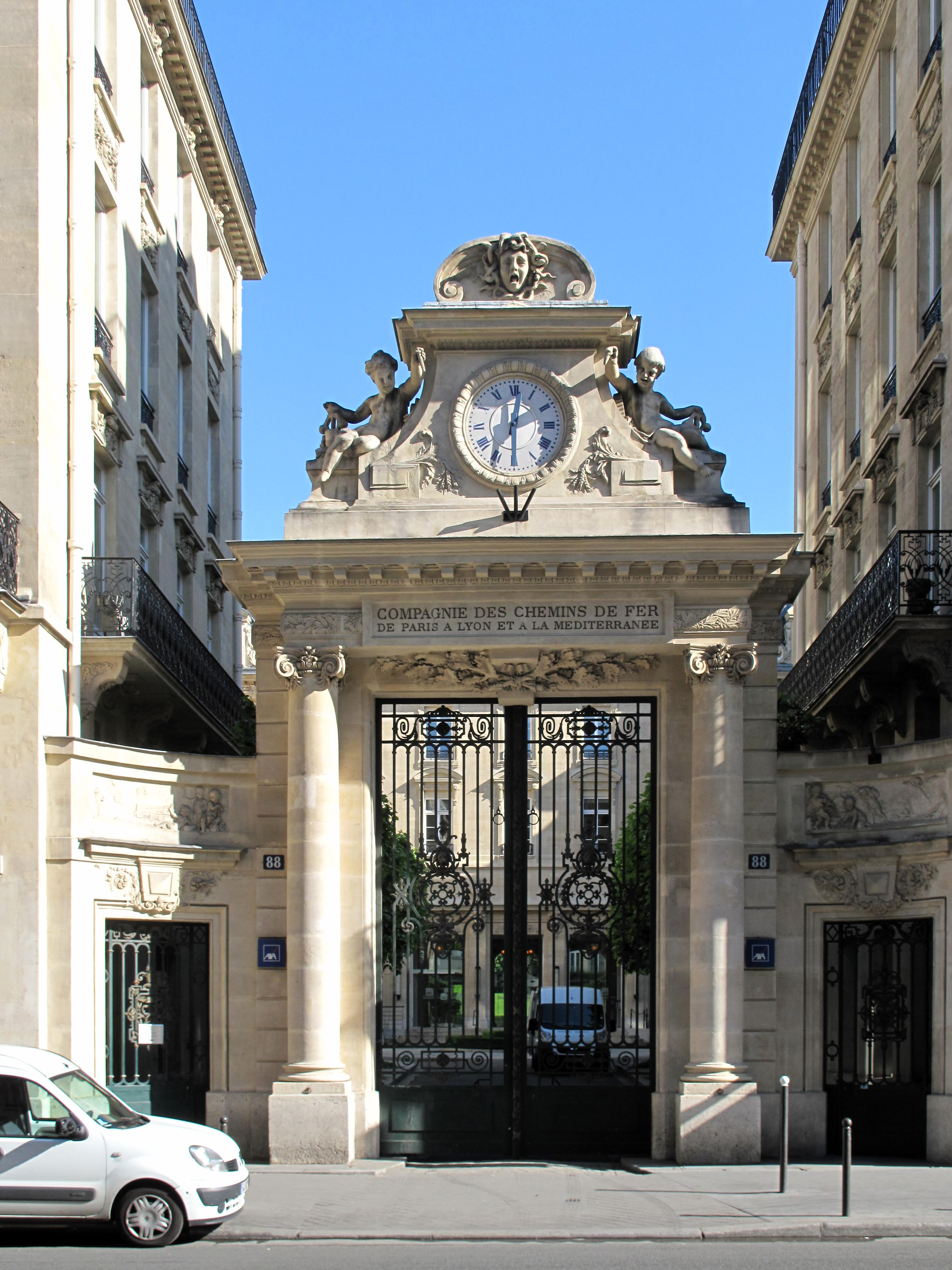
Sede della PLM su Rue Saint-Lazare 88 a Parigi.

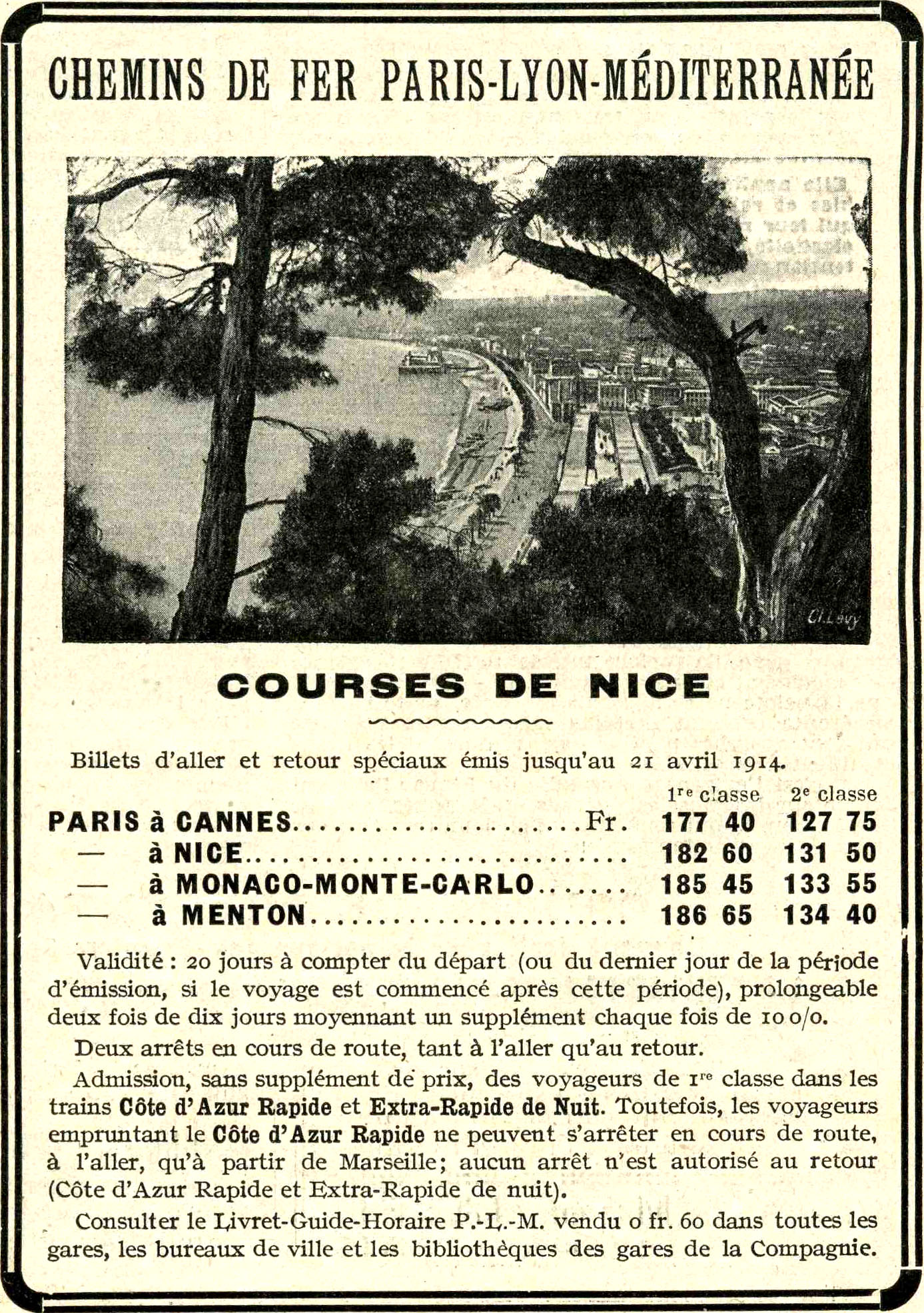
Pubblicità PLM nella pubblicazione Le Miroir nel 1914

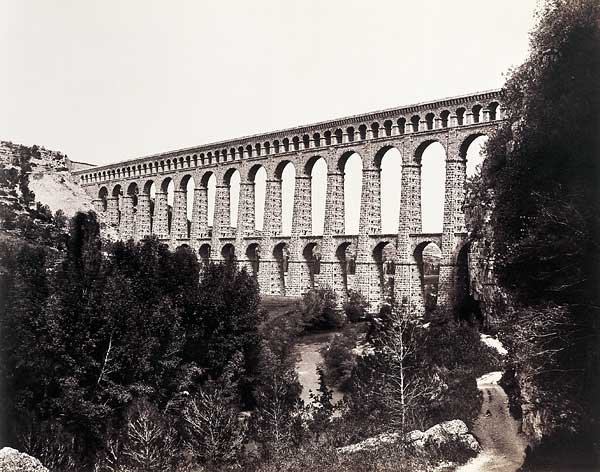
Imponente viadotto della Parigi-Lione-Mediterraneo verso il 1861

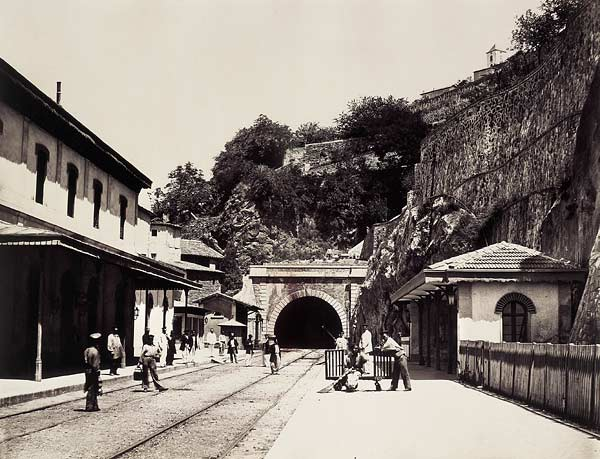
La stazione di Vienne

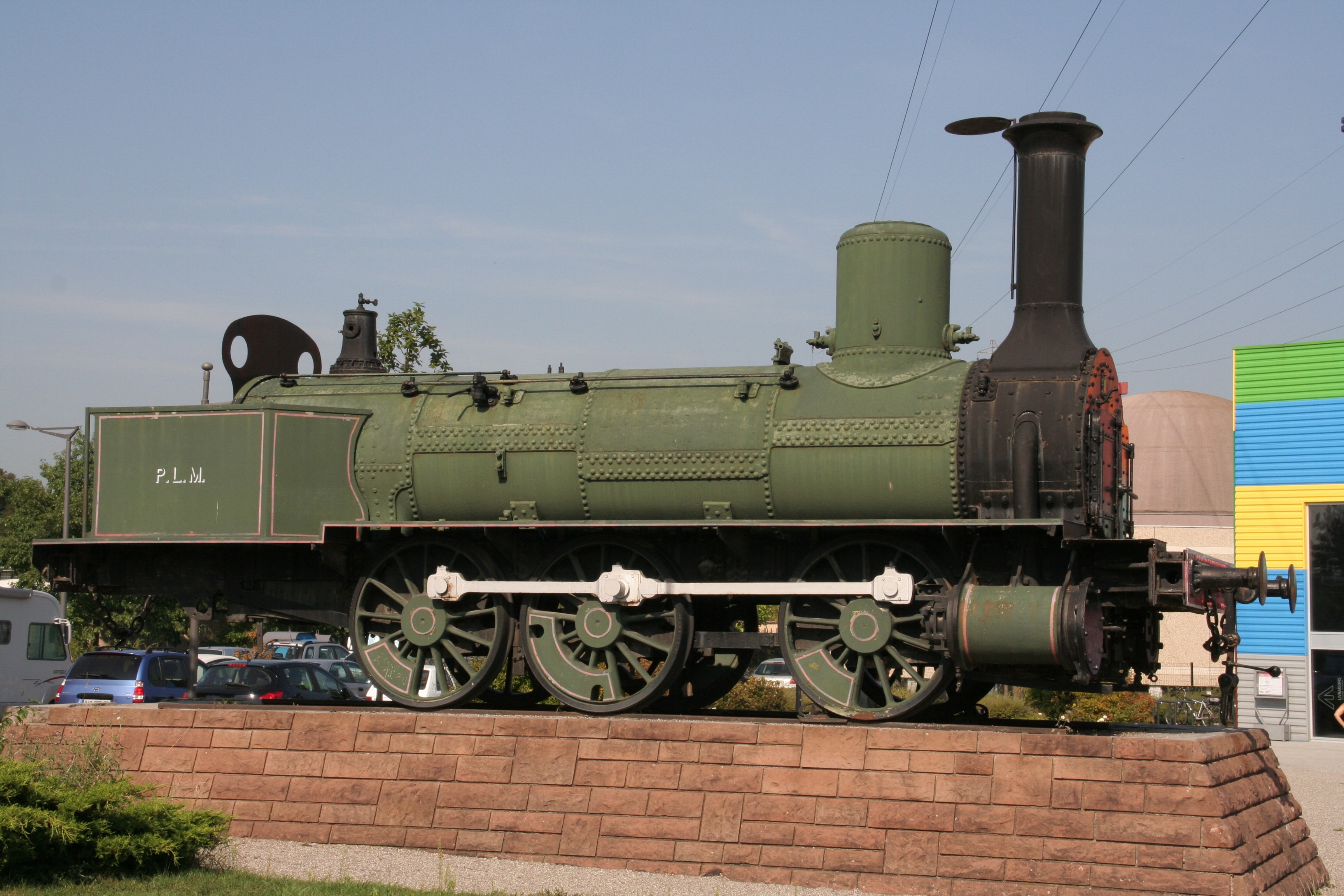
Locomotiva PLM del tipo Bourbonnais monumentata a Mulhouse

La Compagnie des chemins de fer de Paris à Lyon et à la Méditerranée (conosciuta anche con il suo acronimo PLM) era una delle principali società ferroviarie private francesi, fondata nel 1857 e confluita in SNCF nel 1938. La sua rete si estendeva prevalentemente nel Sud-Est della Francia verso le località turistiche della Costa Azzurra, della Provenza, delle Cévennes e delle Alpi.
La stazione di origine a Parigi era la stazione di Parigi Lione.

## Storia
I progetti per una ferrovia tra Parigi, Lione e Marsiglia risalgono agli anni quaranta del XIX secolo. Tuttavia all'inizio le concessioni ferroviarie vennero rilasciate a compagnie differenti per le varie tratte.
Per la tratta Avignone - Tarascona - Arles - Marsiglia, nel 1843, la concessione venne rilasciata alla Compagnie Avignon-Marseille che terminò i lavori di costruzione nel 1852.
La tratta Parigi-Digione venne concessa nel 1844 alla compagnia Paris-Lyon con l'intento di un suo proseguimento su Lione. Nel 1851 era giunta a Chalon-sur-Saône.
Nel 1849 erano iniziati i lavori nel tratto Lione - Avignone, concesso alla compagnia Lyon, la Méditerranée (LLM); i lavori proseguirono fino al 1856.
L'intera linea risultava realizzata già nel 1855 sul tracciato di base tra Parigi, Lione e Marsiglia. In seguito alla realizzazione avvenne anche la fusione delle varie società concessionarie nelle due nuove società:
- Compagnie du Chemin de Fer de Lyon à la Méditerranée, (acronimo LM).
- Nouvelle Compagnie du Chemin de Fer de Paris à Lyon, (acr. PL).

La linea, inaugurata da Napoleone III, assunse l'epiteto di Linea Imperiale.
La situazione di proprietà sdoppiata dell'importante asse ferroviario, tuttavia, non si mantenne a lungo perché, l'11 aprile 1857, le compagnie vennero sciolte confluendo nella nuova PLM creata da Paulin Talabot che ne divenne anche il direttore generale dal 1862 al 1882.
La rete della PLM continuò ad estendersi negli anni:
- Il 10 aprile 1863 venne aggiunta la tratta Les Arcs - Cagnes-sur-Mer della Marsiglia - Ventimiglia.
- Entro il 1863 mediante una legge venne assegnata alla PLM l'estensione di 1287 km di rete ferroviaria in Algeria
- Il 27 settembre 1867 in seguito alla promulgazione della legge (francese) nº1530 furono riviste norme e concessioni ferroviarie: alla PLM vennero concesse le ferrovie costruite e da costruire che la Società Vittorio Emanuele aveva ceduto allo Stato francese in seguito agli accordi convenuti tra questo e il Regno di Sardegna.

Dal 1870 in poi la PLM iniziò la costruzione della propria rete secondaria. Nel 1875 rilevò una serie di piccole compagnie, nel 1876 la Ferrovia Alès-Bessèges e collegò la regione dell'Ardèche con la linea Robiac-Le Teil. Nel 1896 ricostruì la stazione principale Gare de Paris Lyon in tempo per l'Esposizione universale del 1900.
La linea Parigi-Lione-Marsiglia si assicurò presto un importantissimo volume di traffico divenendo l'asse fondamentale più trafficato della Francia. La compagnia conobbe un periodo di crisi negli anni venti che non si risolse prima del 1928 quando il traffico ritornò sui livelli dell'anteguerra.
Negli anni trenta vennero intrapresi vari lavori di potenziamento infrastrutturale con il potenziamento della fondamentale Parigi-Lione, l'elettrificazione (1929) della direttrice Chambéry - Saint-Jean-de-Maurienne - Modane e in direzione del Traforo ferroviario del Frejus e l'attivazione del Blocco automatico dal 1935.
Venne anche rinnovato e ammodernato il parco rotabili con l'acquisto di automotrici, locomotive a vapore carenate e di grande potenza e delle prime locomotive diesel.
La PLM venne nazionalizzata e assorbita dalla Société nationale des chemins de fer français (SNCF) il 1º gennaio del 1938.

## Compagnie assorbite dalla PLM
- Compagnie du Chemin de Fer de Paris à Lyon, (acr. PL).
- Lyon Avignon
- Compagnie du chemin de fer d'Avignon à Marseille
- Compagnie du Chemin de Fer de Lyon à la Méditerranée, (acronimo LM)
- Lyon Genève
- Compagnie du Dauphiné
- Belleville Beaujeu
- Compagnie des Dombes et du Sud Est
- Alais Méditerranée
- Dijon Belfort
- Linee in territorio francese della Società Vittorio Emanuele
- Bonson - Saint Bonnet le Château

## Linee ferroviarie esercite dalla PLM
- Parigi-Marsiglia
- Lione-Ginevra

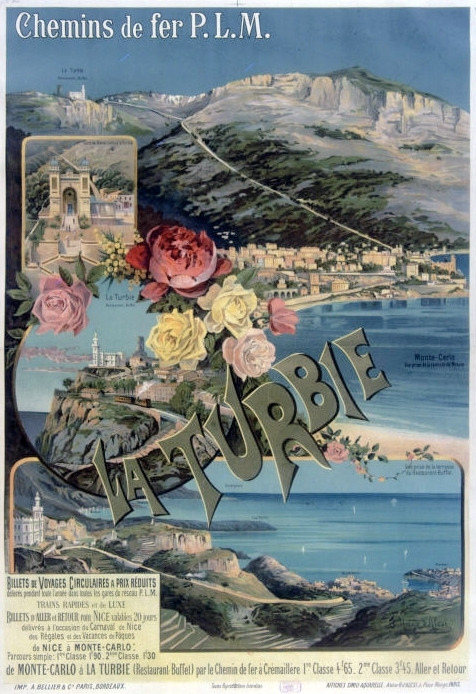
Pubblicità della PLM verso fine secolo XIX

- Ferrovia Saint Étienne-Le Puy en Velay
- Ferrovia Alès-La Grand Combe
- Ferrovia Marsiglia-Ventimiglia[1]
- Ferrovia Digione-Vallorbe
- Paray-le-Monial - Givors
- Ramo Vichy-Riom della Ferrovia Moret-Clermont-Ferrand)
- Ferrovia Nizza-Breil sur Roya[2]
- Ferrovia della Maurienne (Culoz-Chambéry-Saint Jean de Maurienne-Modane)[3]
- Ferrovia Saint Gervais-Chamonix-Vallorcine (la parte in territorio francese)
- Ferrovia Digione-Besançon-Belfort
- Ferrovia Collonges-Nyon (transfrontaliera da l'Ain verso la Svizzera).
- Ferrovia Forcalquier-Volx